# Air Inuit

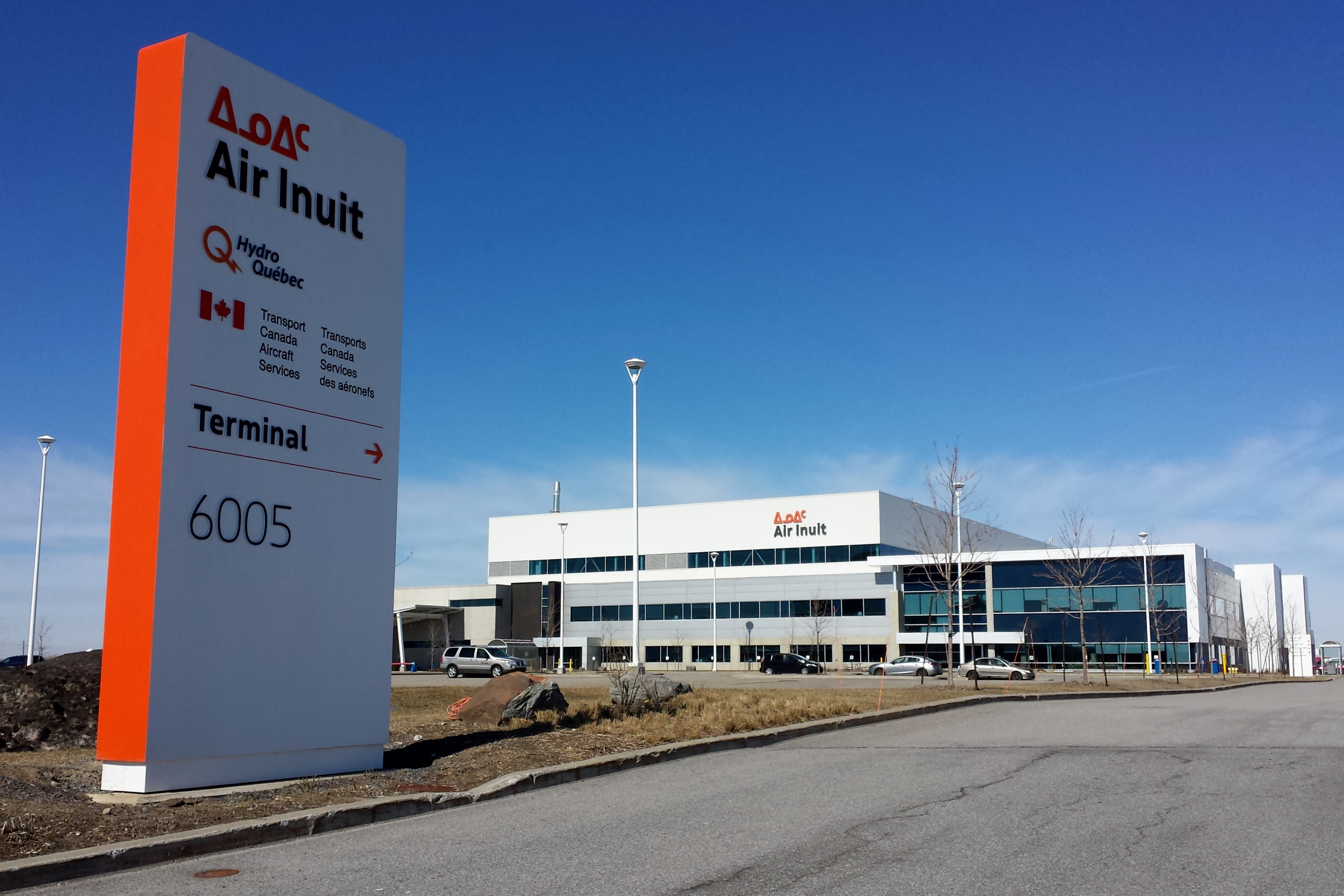
Der Sitz von Air Inuit

Air Inuit ist eine kanadische Fluggesellschaft mit Sitz in Dorval und Basis auf dem Flughafen Montréal-Trudeau.

## Geschichte
Die Fluggesellschaft wurde im Jahr 1978 gegründet und nahm im selben Jahr ihren Flugbetrieb mit einer De Havilland Canada DHC-2 auf. Über Makivik, der Organisation der Volksgruppe der Inuit von Nunavik, ist die Volksgruppe am Unternehmen beteiligt, die auch Eigentümerin der First Air war.

## Flugziele
Air Inuit verbindet Ziele im Norden von Québec im Linien- und Charterdienst mit der Provinzhauptstadt Québec und Montreal. Weiter wird auch Fracht transportiert.

## Flotte

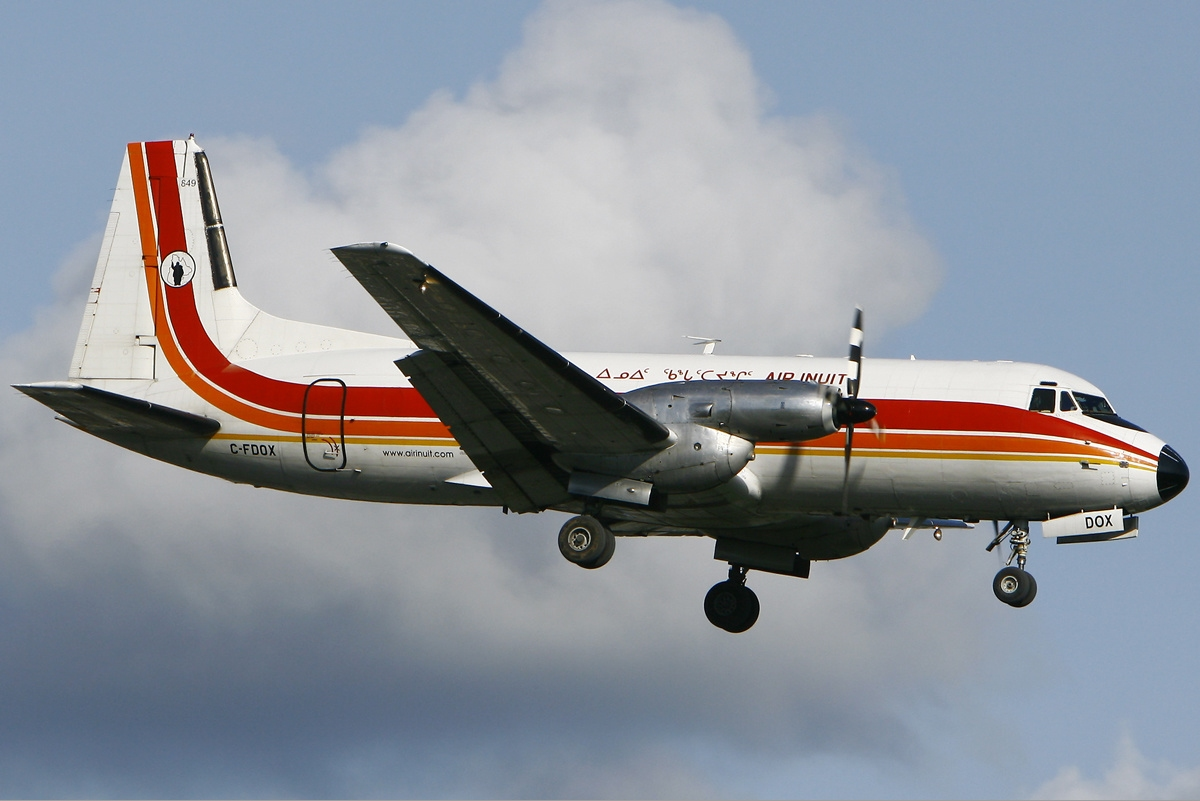
Hawker Siddeley HS-748 der Air Inuit

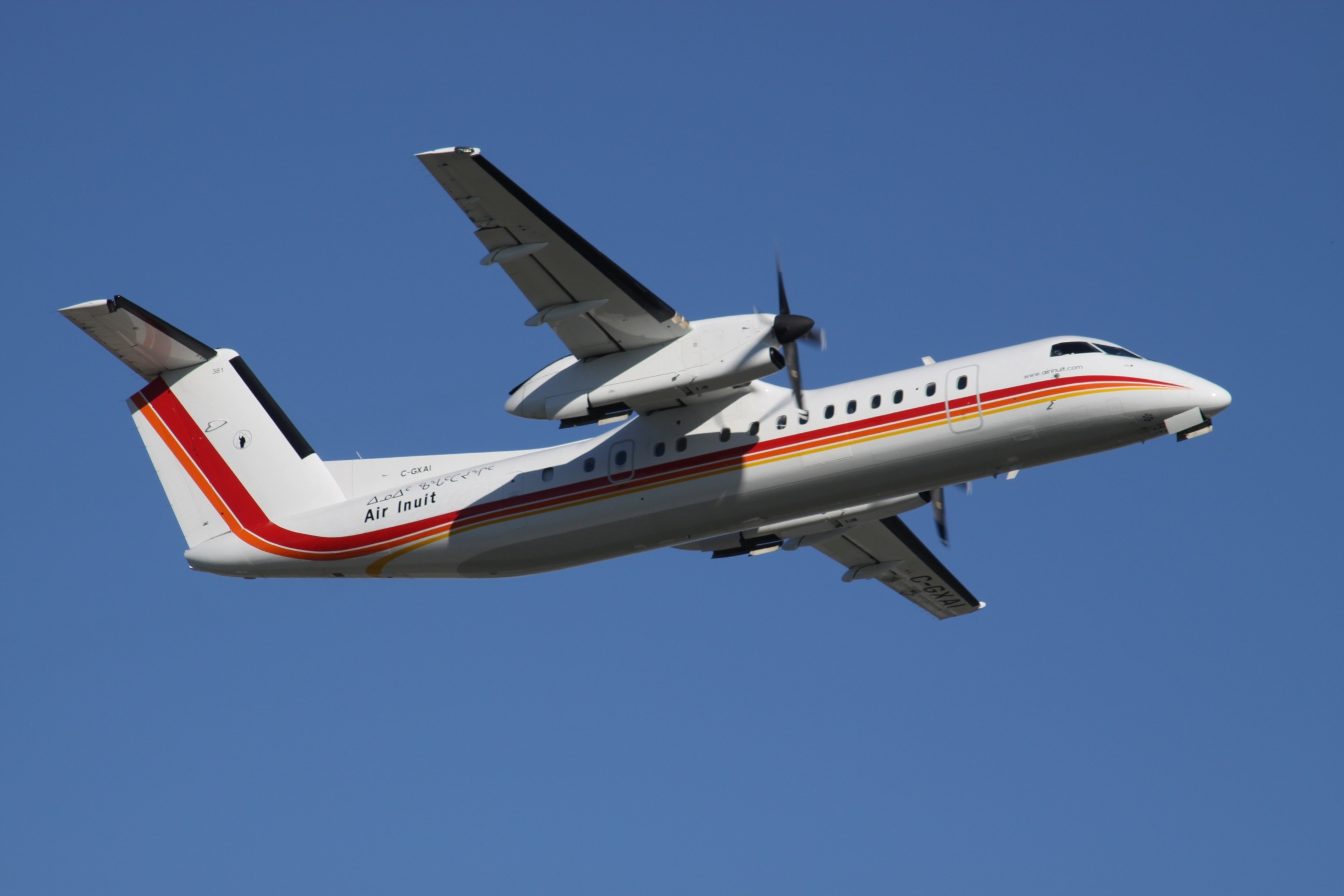
De Havilland Canada DHC-8-300 der Air Inuit

### Aktuelle Flotte
Mit Stand Januar 2024 besteht die Flotte der Air Inuit aus 23 Flugzeugen mit einem Durchschnittsalter von 29,5 Jahren:

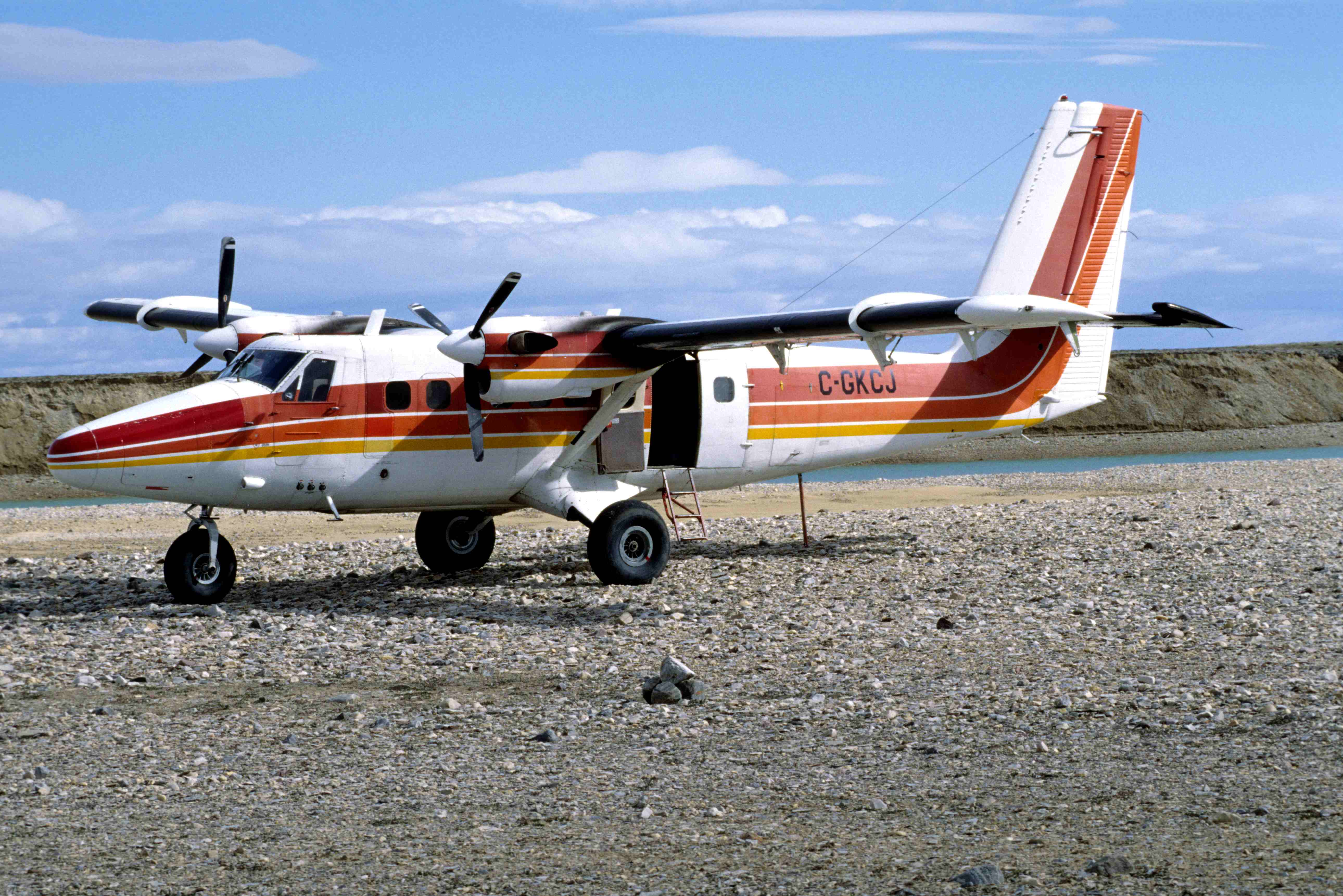
de Havilland Canada DHC-6 Twin Otter der Air Inuit

| Flugzeugtyp            | Anzahl | bestellt | Anmerkungen                      | Sitzplätze | Durchschnittsalter |
| ---------------------- | ------ | -------- | -------------------------------- | ---------- | ------------------ |
| Boeing 737-200C        | 04     |          |                                  | 112/Cargo  | 44,0 Jahre         |
| Boeing 737-300QC       | 01     |          |                                  | 130/Cargo  | 32,3 Jahre         |
| Boeing 737-800         | 03     |          | inaktiv; werden aktuell umgebaut | - offen -  | 11,2 Jahre         |
| De Havilland DHC-8-100 | 03     |          |                                  | 37         | 34,9 Jahre         |
| De Havilland DHC-8-300 | 12     |          | darunter ein Frachtflugzeug      | 45         | 27,7 Jahre         |
| gesamt                 | 23     | –        |                                  |            | 29,5 Jahre         |

### Ehemalige Flugzeugtypen
In der Vergangenheit setzte Air Inuit bereits folgende Flugzeugtypen ein:
- De Havilland DHC-6-300
- Hawker Siddeley HS-748

## Zwischenfälle
- Am 17. März 1979 verschwand eine de Havilland Canada DHC-4A Caribou der Air Inuit (Luftfahrzeugkennzeichen C-GVYW) nahe Barbados. Das Flugzeug befand sich auf einem Überführungsflug von Guyana, wo es zuvor für 15 Monate eingelagert worden war. Südlich von Barbados meldete der Pilot einen Triebwerksausfall und das Überhitzen des anderen Triebwerks. Das Flugzeug wurde trotz intensiver Suche nie gefunden. Die drei Insassen wurden für tot erklärt.[2]